# Норман (тауншип, округ Пайн, Миннесота)
Норман (англ. Norman) — тауншип в округе Пайн, Миннесота, США. На 2000 год его население составило 247 человек.

## География
По данным Бюро переписи населения США площадь тауншипа составляет 93,0 км², из которых 92,4 км² занимает суша, а 0,5 км² — вода (0,56 %).

## Демография
По данным переписи населения 2000 года здесь находились 247 человек, 107 домохозяйств и 71 семья.  Плотность населения —  2,7 чел./км².  На территории тауншипа расположено 197 построек со средней плотностью 2,1 построек на один квадратный километр. Расовый состав населения: 93,52 % белых, 2,02 % афроамериканцев, 4,05 % коренных американцев и 0,40 % c Тихоокеанских островов.
Из 107 домохозяйств в 22,4 % воспитывались дети до 18 лет, в 57,9 % проживали супружеские пары, в 5,6 % проживали незамужние женщины и в 33,6 % домохозяйств проживали несемейные люди. 27,1 % домохозяйств состояли из одного человека, при том 12,1 % из — одиноких пожилых людей старше 65 лет. Средний размер домохозяйства — 2,31, а семьи — 2,83 человека.
18,6 % населения — младше 18 лет, 8,1 % — в возрасте от 18 до 24 лет, 26,7 % — от 25 до 44, 25,5 % — от 45 до 64, и 21,1 % — старше 65 лет. Средний возраст — 44 года. На каждые 100 женщин приходилось 111,1 мужчин.  На каждые 100 женщин старше 18 приходилось 107,2 мужчин.
Средний годовой доход домохозяйства составлял 29 583 доллара, а средний годовой доход семьи —  36 667 долларов. Средний доход мужчин —  40 357  долларов, в то время как у женщин — 31 875. Доход на душу населения составил 16 698 долларов. За чертой бедности находились 10,5 % семей и 12,0 % всего населения тауншипа, из которых 4,4 % младше 18 и 11,9 % старше 65 лет.